# Сарумский обряд
Сарумский обряд, или Сарумский чин (лат. Sarum — закрепившаяся некорректная расшифровка Sarisburia, латинизированной формы английского топонима Солсбери) — католический богослужебный обряд, практиковавшийся в Средние века в Солсберийском кафедральном соборе. Был вариантом римского обряда, включал и мессу, и оффиций. Основоположником Сарумского обряда считается святой Осмунд, епископ Солсберийский, в XI веке. Изначально сарумский обряд являлся местным чином, использовавшимся лишь в Солсберийском соборе и диоцезе Солсбери, затем стал применяться в церквах на юге Англии и постепенно распространился в большинстве приходов всей Англии, Уэльса, Ирландии и, позднее, Шотландии вплоть до правления Марии I Тюдор.
Несмотря на то, что во второй половине XVI века служение по сарумскому чину прекратилось, он сильно повлиял на форму англиканской литургии, представленной в Книге общих молитв.

## История
В 1078 году, король Вильгельм Завоеватель назначил св. Осмунда, нормандского аристократа, на кафедру города Солсбери (в латинской литературе именовавшегося «Sarum»). В качестве епископа Солсберийского, Осмунд инициировал ряд изменений в сохранившемся кельто-англо-саксонском обряде и переработал местную адаптацию римского обряда (Roman rite), соединив родную ему нормандскую традицию с англо-саксонской.
Ревизия, предпринятая Осмундом, привела к созданию нового миссала и молитвенников, которые стали использоваться в большинстве приходов Англии, южных районах Уэльса и Восточной Ирландии.
Некоторые диоцезы создали свои собственные миссалы, вдохновлённые сарумским обрядом, однако со своими собственными молитвами и церемониями. Иные из них были настолько отличными, что их стали идентифицировать в качестве отдельных чинов, как то:
- Херефордский чин,
- Йоркский чин,
- Бангорский чин,
- Абердинский чин.

Прочие миссалы (те, что использовались в Линкольнском соборе или Вестминстерском аббатстве) имели более очевидную преемственность с Сарумским чином и отличались от него лишь в деталях.
Историки-литургисты полагают, что Сарумский обряд оказал очевидное влияние на использование римского обряда за пределами Англии, как то Нидаросский обряд (Nidaros rite) в Норвегии и Брагский обряд в Португалии.
Когда волею Генриха VIII Церковь Англии отделилась от Римо-Католической Церкви в 1530-х гг., она сохранила Сарумский обряд с постепенными модификациями. Музыкально-литургическое оформление обряда было зафиксировано в печатных изданиях — в миссале 1531 г., в градуалах 1528 и 1532 гг.
При Эдуарде VI, реформаторское давление по вопросам публичного богослужения привело к замене Сарумского обряда последующими версиями Книги общих молитв (1549 и 1552 гг.). Мария Кровавая восстановила Сарумский обряд в 1553 году и старалась распространить его по всей Англии, но он окончательно был отменен при Елизавете I в 1559 году.

## Возрождение
Многие церемониальные практики, ассоциировавшиеся с Сарумским обрядом, были восстановлены в Англиканском сообществе в XIX и XX веках, в результате Оксфордского движения в Церкви Англии. Некоторые англо-католики пытались найти традиционную форму литургии, которая была бы характерно-«английской», а не «римской». Они обратились к 'Ornaments Rubric' 1559 года, согласно которым английские церкви должны быть обустроены так, как это было в начале правления Эдуарда VI. Однако, в настоящее время, в Церкви Англии нет единого мнения касательно деталей богослужения по Сарумскому обряду.